# Meringopus asymmetricus
Meringopus asymmetricus är en stekelart som först beskrevs av H. Douglas Pratt 1945.  Meringopus asymmetricus ingår i släktet Meringopus och familjen brokparasitsteklar. Utöver nominatformen finns också underarten M. a. mirabilis.